# Generalplan Ost
A Generalplan Ost (német 'Alapterv a Keletről'), rövidítve GPO a  német náci kormány terve volt Közép- és Kelet-Európa, beleértve a volt Szovjetuniót, gyarmatosítására. Végrehajtása nagy szabású népirtás és etnikai tisztogatásra útján volt lehetséges, a németek által a második világháború során elfoglalt területeken. A tervet részben végre is hajtották, milliók halála és szenvedése árán. A teljes végrehajtását nem tartották praktikusnak, amíg a harcok folynak, és végül a katonai vereség miatt lehetőségük sem volt rá.
A terv szerint Európa szláv népeit, akiket az „árja” nácik fajilag alacsonyabb rendűnek tartottak, rabszolgasorba vetették, elűzték vagy megölték volna. A program 1939 és 1942 között kidolgozott irányelvei az Adolf Hitler és a Náci Párt Lebensraum (élettér) elmélete alapján születtek, illetve kapcsolódtak a Drang nach Osten (keleti terjeszkedés) német ideológiájához. Ennek megfelelően megvalósítása a náci Új Rend elképzelés része volt.

## Fordítás
Ez a szócikk részben vagy egészben  a   Generalplan Ost című angol Wikipédia-szócikk ezen változatának fordításán alapul.  Az eredeti cikk szerkesztőit annak laptörténete sorolja fel. Ez a jelzés csupán a megfogalmazás eredetét és a szerzői jogokat jelzi, nem szolgál a cikkben szereplő információk forrásmegjelöléseként.